# はるかどらいぶ!
『はるかどらいぶ!』は、まふぃんより2018年10月26日に発売予定の美少女アドベンチャーゲーム。

## 概要
ブランドまふぃんの初作品でクラウドファンディングで2,481,000円を調達した。
2019年9月27日にアダルト要素を加えて18禁化した『はるかどらいぶ! Plus Edition』が発売。

## あらすじ
主人公である村上 祐也は入院生活を送る幼馴染の御堂 遥が書いた本の中の世界に召喚される。

## 登場人物
村上 祐也（むらかみ ゆうや）
本作の主人公。
御堂 遥（みどう はるか）
声 - 花澤さくら
主人公の幼馴染で入院生活を送る。
セリナ・ララ・アンジェリコ
声 - 花澤さくら
御堂 遥とそっくりな姫で明るく面倒見がよい。
ナナ・メリウス
声 - 澤田なつ
学校屈指の魔法使い。
リーン・カスティーナ
声 - 桃山いおん
貴族の娘だが気さくな性格でトレジャーハントが趣味。
アイシア・ローレン
声 - 綾音まこ
あまり学園には出席しないギルドの店主。
ミア・ブラウン
声 - 風花ましろ
主人公の世話もしてくれる気遣いが出来るメイドでセリナの付き人。
リティア・グリーンフィールド
声 - 神無月ほのか
責任感が強いセリナの近衛騎士。

## スタッフ
- キャラクターデザイン・原画 - 樋上いたる、天使ちな
- シナリオ - 玉沢円、森崎亮人